# Gran Premio di superbike d'Europa 1998
Il Gran Premio di Superbike d'Europa 1998 è stata la nona prova su dodici del campionato mondiale Superbike 1998, è stato disputato il 2 agosto sul circuito di Brands Hatch e ha visto la vittoria di Colin Edwards in gara 1, mentre la gara 2 è stata vinta da Troy Corser.
La vittoria nella gara valevole per il campionato mondiale Supersport è stata invece ottenuta da Fabrizio Pirovano.

## Risultati

### Gara 1

#### Arrivati al traguardo[4]
| Pos. | Nº  | Pilota              | Squadra              | Motocicletta | Giri | Tempo     | Griglia | Punti |
| ---- | --- | ------------------- | -------------------- | ------------ | ---- | --------- | ------- | ----- |
| 1º   | 45  | Colin Edwards       | Castrol Honda        | Honda        | 25   | 36:16.391 | 3º      | 25    |
| 2º   | 111 | Aaron Slight        | Castrol Honda        | Honda        | 25   | +0:00.103 | 4º      | 20    |
| 3º   | 44  | Scott Russell       | Yamaha World SBK     | Yamaha       | 25   | +0:10.761 | 15º     | 16    |
| 4º   | 2   | Carl Fogarty        | Ducati Performance   | Ducati       | 25   | +0:12.322 | 9º      | 13    |
| 5º   | 8   | James Whitham       | Suzuki WSB           | Suzuki       | 25   | +0:17.245 | 11º     | 11    |
| 6º   | 31  | Niall Mackenzie     | Cadbury Boost Yamaha | Yamaha       | 25   | +0:20.577 | 7º      | 10    |
| 7º   | 11  | Troy Corser         | Ducati Racing ADVF   | Ducati       | 25   | +0:23.526 | 1º      | 9     |
| 8º   | 51  | Steve Hislop        | Cadbury Boost Yamaha | Yamaha       | 25   | +0:25.196 | 12º     | 8     |
| 9º   | 7   | Pierfrancesco Chili | Ducati Racing ADVF   | Ducati       | 25   | +0:29.704 | 2º      | 7     |
| 10º  | 6   | Peter Goddard       | Suzuki WSB           | Suzuki       | 25   | +0:31.166 | 13º     | 6     |
| 11º  | 56  | Sean Emmett         | Reve Red Bull Ducati | Ducati       | 25   | +0:31.359 | 5º      | 5     |
| 12º  | 41  | Noriyuki Haga       | Yamaha World SBK     | Yamaha       | 25   | +0:41.056 | 14º     | 4     |
| 13º  | 32  | Troy Bayliss        | GSE Ducati           | Ducati       | 25   | +0:59.363 | 18º     | 3     |
| 14º  | 64  | Matt Llewellyn      | GSE Ducati           | Ducati       | 25   | +1:06.585 | 20º     | 2     |
| 15º  | 39  | Alessandro Gramigni | Gattolone Racing     | Ducati       | 25   | +1:22.439 | 22º     | 1     |
| 16º  | 10  | Andrew Stroud       | Andrew Stroud Racing | Kawasaki     | 24   | +1 giro   | 23º     |       |
| 17º  | 27  | Frédéric Protat     | FP Racing            | Ducati       | 24   | +1 giro   | 28º     |       |
| 18º  | 66  | Brett Sampson       | GT Motorc. Plymouth  | Kawasaki     | 24   | +1 giro   | 27º     |       |
| 19º  | 67  | Max Vincent         | Sabre Racing         | Kawasaki     | 24   | +1 giro   | 24º     |       |
| 20º  | 68  | Steve Marks         | Clifford James Foot. | Kawasaki     | 24   | +1 giro   | 25º     |       |
| 21º  | 53  | Vladimír Karban     | Karban R. Team       | Suzuki       | 23   | +2 giri   | 29º     |       |

#### Ritirati
| Nº | Pilota           | Squadra              | Motocicletta | Giri | Griglia |
| -- | ---------------- | -------------------- | ------------ | ---- | ------- |
| 5  | Neil Hodgson     | Kawasaki Racing      | Kawasaki     | 18   | 10º     |
| 50 | Jiří Mrkývka     | SBK Team JM          | Honda        | 13   | 26º     |
| 37 | Terry Rymer      | Crescent Suzuki      | Suzuki       | 12   | 19º     |
| 49 | John Reynolds    | Reve Red Bull Ducati | Ducati       | 12   | 6º      |
| 38 | James Haydon     | Crescent Suzuki      | Suzuki       | 5    | 8º      |
| 35 | Gregorio Lavilla | De Cecco Racing      | Ducati       | 3    | 17º     |

### Gara 2

#### Arrivati al traguardo[5]
| Pos. | Nº  | Pilota              | Squadra              | Motocicletta | Giri | Tempo     | Griglia | Punti |
| ---- | --- | ------------------- | -------------------- | ------------ | ---- | --------- | ------- | ----- |
| 1º   | 11  | Troy Corser         | Ducati Racing ADVF   | Ducati       | 25   | 36:07.237 | 1º      | 25    |
| 2º   | 2   | Carl Fogarty        | Ducati Performance   | Ducati       | 25   | +0:03.240 | 9º      | 20    |
| 3º   | 8   | James Whitham       | Suzuki WSB           | Suzuki       | 25   | +0:04.227 | 11º     | 16    |
| 4º   | 45  | Colin Edwards       | Castrol Honda        | Honda        | 25   | +0:05.366 | 3º      | 13    |
| 5º   | 111 | Aaron Slight        | Castrol Honda        | Honda        | 25   | +0:05.551 | 4º      | 11    |
| 6º   | 7   | Pierfrancesco Chili | Ducati Racing ADVF   | Ducati       | 25   | +0:19.192 | 2º      | 10    |
| 7º   | 41  | Noriyuki Haga       | Yamaha World SBK     | Yamaha       | 25   | +0:19.876 | 14º     | 9     |
| 8º   | 44  | Scott Russell       | Yamaha World SBK     | Yamaha       | 25   | +0:20.030 | 15º     | 8     |
| 9º   | 5   | Neil Hodgson        | Kawasaki Racing      | Kawasaki     | 25   | +0:20.308 | 10º     | 7     |
| 10º  | 31  | Niall Mackenzie     | Cadbury Boost Yamaha | Yamaha       | 25   | +0:20.467 | 7º      | 6     |
| 11º  | 51  | Steve Hislop        | Cadbury Boost Yamaha | Yamaha       | 25   | +0:29.315 | 12º     | 5     |
| 12º  | 38  | James Haydon        | Crescent Suzuki      | Suzuki       | 25   | +0:30.128 | 8º      | 4     |
| 13º  | 6   | Peter Goddard       | Suzuki WSB           | Suzuki       | 25   | +0:30.345 | 13º     | 3     |
| 14º  | 49  | John Reynolds       | Reve Red Bull Ducati | Ducati       | 25   | +0:40.866 | 6º      | 2     |
| 15º  | 32  | Troy Bayliss        | GSE Ducati           | Ducati       | 25   | +0:52.379 | 18º     | 1     |
| 16º  | 37  | Terry Rymer         | Crescent Suzuki      | Suzuki       | 25   | +0:52.400 | 19º     |       |
| 17º  | 10  | Andrew Stroud       | Andrew Stroud Racing | Kawasaki     | 25   | +1:27.737 | 23º     |       |
| 18º  | 67  | Max Vincent         | Sabre Racing         | Kawasaki     | 24   | +1 giro   | 24º     |       |
| 19º  | 27  | Frédéric Protat     | FP Racing            | Ducati       | 24   | +1 giro   | 28º     |       |
| 20º  | 50  | Jiří Mrkývka        | SBK Team JM          | Honda        | 24   | +1 giro   | 26º     |       |
| 21º  | 53  | Vladimír Karban     | Karban R. Team       | Suzuki       | 23   | +2 giri   | 29º     |       |

#### Ritirati
| Nº | Pilota              | Squadra              | Motocicletta | Giri | Griglia |
| -- | ------------------- | -------------------- | ------------ | ---- | ------- |
| 56 | Sean Emmett         | Reve Red Bull Ducati | Ducati       | 16   | 5º      |
| 66 | Brett Sampson       | GT Motorc. Plymouth  | Kawasaki     | 16   | 27º     |
| 35 | Gregorio Lavilla    | De Cecco Racing      | Ducati       | 9    | 17º     |
| 64 | Matt Llewellyn      | GSE Ducati           | Ducati       | 9    | 20º     |
| 68 | Steve Marks         | Clifford James Foot. | Kawasaki     | 7    | 25º     |
| 39 | Alessandro Gramigni | Gattolone Racing     | Ducati       | 4    | 22º     |

### Supersport

#### Arrivati al traguardo
| Pos. | Nº | Pilota                | Squadra              | Motocicletta | Giri | Tempo     | Punti |
| ---- | -- | --------------------- | -------------------- | ------------ | ---- | --------- | ----- |
| 1º   | 8  | Fabrizio Pirovano     | Alstare Corona       | Suzuki       | 22   | 33'25.952 | 25    |
| 2º   | 2  | Vittoriano Guareschi  | Yamaha Belgarda      | Yamaha       | 22   | +0.127    | 20    |
| 3º   | 3  | Yves Briguet          | Endoug Marchesi Cor. | Ducati       | 22   | +0.273    | 16    |
| 4º   | 18 | Cristiano Migliorati  | Endoug Marchesi Cor. | Ducati       | 22   | +0.998    | 13    |
| 5º   | 17 | Pere Riba             | Garella Racing       | Ducati       | 22   | +11.909   | 11    |
| 6º   | 35 | Mauro Lucchiari       | De Cecco Racing      | Ducati       | 22   | +20.071   | 10    |
| 7º   | 4  | Stéphane Chambon      | Alstare Corona       | Suzuki       | 22   | +21.427   | 9     |
| 8º   | 52 | James Toseland        | Castrol Honda        | Honda        | 22   | +21.476   | 8     |
| 9º   | 19 | Walter Tortoroglio    | Sacchi Corse         | Suzuki       | 22   | +21.850   | 7     |
| 10º  | 57 | Angelo Conti          | GI Motor Sport       | Suzuki       | 22   | +23.220   | 6     |
| 11º  | 11 | Giovanni Bussei       | Sacchi Corse         | Suzuki       | 22   | +26.366   | 5     |
| 12º  | 48 | Phil Borley           | Raceways             | Honda        | 22   | +26.568   | 4     |
| 13º  | 33 | Robert Ulm            | Sebring Yamaha Aus.  | Yamaha       | 22   | +28.499   | 3     |
| 14º  | 16 | Sébastien Charpentier | Honda Reflex         | Honda        | 22   | +28.568   | 2     |
| 15º  | 1  | Paolo Casoli          | Ducati Performance   | Ducati       | 22   | +29.697   | 1     |
| 16º  | 10 | Thomas Hinterreiter   | San Marino Hinterr.  | Kawasaki     | 22   | +32.627   |       |
| 17º  | 34 | Giuseppe Fiorillo     | Suzuki Italia        | Suzuki       | 22   | +38.989   |       |
| 18º  | 9  | Wilco Zeelenberg      | Yamaha Dee Cee J.RT  | Yamaha       | 22   | +41.373   |       |
| 19º  | 79 | Karl Muggeridge       | Seely Sport Managem. | Honda        | 22   | +42.669   |       |
| 20º  | 47 | Stuart Wickens        | Franshot Tone        | Honda        | 22   | +43.677   |       |
| 21º  | 5  | Massimo Meregalli     | Yamaha Belgarda      | Yamaha       | 22   | +43.685   |       |
| 22º  | 13 | Kirk McCarthy         | Castrol Honda        | Honda        | 22   | +44.797   |       |
| 23º  | 28 | Javier Rodriguez      | Lozano Racing        | Yamaha       | 22   | +45.183   |       |
| 24º  | 50 | Dean Thomas           | GR Suzuki            | Suzuki       | 22   | +52.658   |       |
| 25º  | 63 | Jan Hanson            | Reab Honda           | Honda        | 22   | +57.511   |       |

#### Ritirati
| Nº | Pilota           | Squadra              | Motocicletta | Giri |
| -- | ---------------- | -------------------- | ------------ | ---- |
| 53 | Glen Richards    | D&E Racing           | Honda        | 15   |
| 76 | Andy Pallot      | D&E Racing           | Honda        | 14   |
| 59 | David Muscat     | FP Racing            | Ducati       | 12   |
| 6  | Mario Innamorati | Kawasaki Team Italia | Kawasaki     | 11   |
| 77 | Dave Rathbone    | Raceways             | Honda        | 8    |
| 87 | Roberto Panichi  | Bimota Tamoil        | Bimota       | 7    |
| 20 | Werner Daemen    | Kawasaki Belgium     | Kawasaki     | 6    |
| 37 | Serafino Foti    | Bimota Tamoil        | Bimota       | 6    |
| 78 | Karl Harris      | Cabb Racing          | Honda        | 6    |
| 21 | Roberto Teneggi  | Falappa Ghelfi       | Ducati       | 1    |